# Magistrate of Darkness: Judge
Pour les articles homonymes, voir Judge.
Judge (ジャッジ, Jajji) est un manga à thème surnaturel créé par Fujihiko Hosono. Il mélange des concepts  de jugement dernier et d’Enfer empruntés aux religions asiatiques et au  christianisme. Cette œuvre a été adaptée en un film OAV dirigé par Hiroshi Negishi, sorti au japon en 1991.

## Synopsis
A la fin des années 80, Hoichiro Ōma mène une double existence, d’un côté il n’est qu’un salaryman japonais sans prétention, de l’autre il est secrètement le Juge des Ténèbres, qui juge les hommes ayant commis des crimes unpunis. L’un des cadres de la société pour laquelle travaille Ōma disparait dans des conditions mystérieuses en Amérique du Sud. Ōma intervient alors pour punir selon les Lois des Ténèbres un autre cadre rival, Kawamata, qui a comploté pour faire éliminer son collègue. Ōma fait appel à la Court des Dix Rois et le miroir de Enma pour le juger.

## Adaptations

### Film
Magistrate of Darkness: Judge (闇の司法官ジャッジ, Yami no Shihosha Jajji) est sorti en 1991. Il a été dirigé par Hiroshi Negishi. Le film a été critiqué pour la qualité inégale de son animation et de son scénario décousu. 

#### Fiche technique du film
- Titre :  Magistrate of Darkness: Judge
- Réalisation : Hiroshi Negishi
- Scénario : d’après l’œuvre originale de Fujihiko Hosono
- Musique :
- Pays d'origine :  Japon
- Année de production : 1991
- Genre : Surnaturel, thriller
- Durée : 48 minutes
- Dates de sortie: Etats-Unis 1996 (Central Park Media)